# Oscar Lawrence Jackson
Oscar Lawrence Jackson (* 2. September 1840 in Shenango, Lawrence County, Pennsylvania; † 16. Februar 1920 in New Castle, Pennsylvania) war ein US-amerikanischer Politiker. Zwischen 1885 und 1889 vertrat er den Bundesstaat Pennsylvania im US-Repräsentantenhaus.

## Werdegang
Oscar Jackson besuchte die öffentlichen Schulen seiner Heimat, die Tansy Hill Select School und die Darlington Academy. Danach unterrichtete er im Hocking County in Ohio als Lehrer. Zwischen 1861 und 1865 diente er während des Bürgerkrieges als Offizier im Heer der Union. Dabei stieg er bis zum Oberstleutnant und Brevet-Oberst auf. Nach einem anschließenden Jurastudium und seiner 1867 erfolgten Zulassung als Rechtsanwalt begann er in New Castle in diesem Beruf zu arbeiten. Von 1868 bis 1871 war er dort auch als Bezirksstaatsanwalt tätig. In den Jahren 1877 und 1878 gehörte er einer Kommission zur Neufassung kommunaler Gesetze und städtischer Regierungsstrukturen an.
Politisch schloss sich Jackson der Republikanischen Partei an. Bei den Kongresswahlen des Jahres 1884 wurde er im 24. Wahlbezirk von Pennsylvania in das US-Repräsentantenhaus in Washington, D.C. gewählt, wo er am 4. März 1885 die Nachfolge von George Van Eman Lawrence antrat. Nach einer Wiederwahl konnte er bis zum 3. März 1889 zwei Legislaturperioden im Kongress absolvieren. Im Jahr 1888 wurde er von seiner Partei nicht mehr zur Wiederwahl nominiert.
Nach dem Ende seiner Zeit im US-Repräsentantenhaus praktizierte Oscar Jackson wieder als Anwalt in New Castle. Im Juni 1896 nahm er als Delegierter an der Republican National Convention in St. Louis teil, auf der William McKinley als Präsidentschaftskandidat nominiert wurde. Er starb am 16. Februar 1920 in New Castle, wo er auch beigesetzt wurde.